# Martin Matsbo
Martin Matsbo, född 4 oktober 1911, död 6 september 2002, var en svensk längdåkare från Matsbons i Österby, Hedemora kommun, i Dalarnas län.

## Liv och karriär
Matsbo föddes som Martin Gustafsson, men tog namnet Matsbo 1928 efter gården han var född på. Han slog igenom i en tävling i Borlänge, "Dalarnas Holmenkollen", 1932 då han vann före olympiska guldmedaljören Per-Erik "Särna" Hedlund. Matsbo vann sin första stora tävling, SM, 1934 på distansen 15 km.
Mellan 1922 och 1936 tävlade Matsbo för IFK Hedemora. 1937 blev han värvad till Hudiksvalls IF och vann SM samma år, både individuellt och i stafett. Senare tävlade han för Malungs IF och tog med dessa ett SM-guld i stafett 1942.
1941 deltog Matsbo, som var underofficer, i det vinnande svenska laget i Krigs-VM i Cortina d'Ampezzo (underkänt som VM 1946), mot bland annat tre lag bestående av alpjägare.
1937 tilldelades Matsbo skidåkarnas hederstecken Stora Grabbar. På sin 90-årsdag 2001 mottog han Peder Svensson-medaljen, Hedemora kommuns finaste utmärkelse.

## Entreprenören och vallaexperten

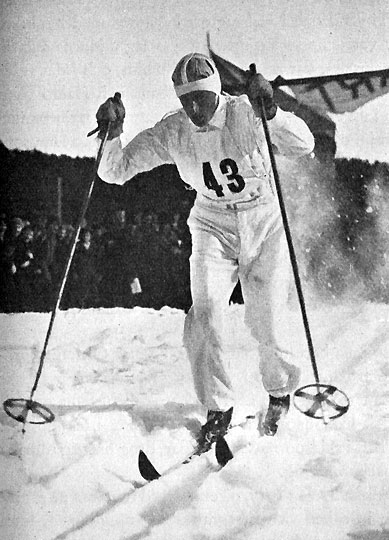
Martin Matsbo

Matsbo hade förutom för sina idrottsprestationer gjort sig ett namn för sina förbättringar på det tekniska området. Den så kallade Matsbostaven var en av 1940- och 1950-talets mest använda, och han var även berömd för sin egen skidvalla. 1942 brann hans vallakokeri ner, och med det försvann även många av hans recept och påbörjade experiment. Astras dåvarande vd Börje Gabrielsson ringde upp Matsbo och erbjöd honom att arbeta med en mer vetenskapligt framtagen valla.
Våren 1943 åkte Matsbo upp till Kiruna för att testa alla konkurrenters vallor och därefter några egna blandningar, för att få översikt över vad man borde fokusera på. Kemister på Astra och forskare på Kungliga Tekniska högskolan gjorde beräkningar och blandningar och Matsbo testade dem. 28 november 1946 kom vallan ut på marknaden, under namnet Swix, ett namn som tillkommit efter en utlyst namntävling.
Produkten, som var en av de första syntetiska vallorna, möttes med skepsis. Det stora genombrottet för Swix var de olympiska vinterspelen 1948, när alla svenska guldmedaljörerna vallat med just Swix. Vallan fanns i tre olika varianter, beroende på utomhustemperatur. 1948 tillkom vallor för backhoppning och alpin skidsport, och under åren 1949-1950 blev sortimentet för de alpina grenarna större.
Matsbo lade ner mycket arbete på att lansera vallan, och gjorde bland annat reklam- och instruktionsfilmer. I 34 år arbetade han i Södertälje som propagandachef och testare. 1974 flyttades hela forskningssektionen för Swix på Astra i Södertälje till Norge och alla fick flytta med — utom Matsbo, som blev kvar i Södertälje.

## Matsboloppet
Matsboloppet är en nationell längdåkningstävling i Hedemora för barn och ungdomar, uppkallat efter Martin Matsbo. Tidigare gick tävlingen på Stadsberget, som går nära förbi byn Matsbo, men numera är tävlingen förlagd till Brunnsjöberget, där IFK Hedemora har en skidanläggning.